# Vlag van Bohemen
De vlag van Bohemen, een historische regio in Tsjechië, is identiek aan de vlag van Tsjechoslowakije tussen 28 oktober 1918 en 29 februari 1920, toen een blauwe driehoek werd toegevoegd om de vlag gemakkelijker van de vlag van Polen te kunnen onderscheiden.
De vlag wordt in Bohemen bijna niet gebruikt en het bestaan ervan is in Tsjechië weinig bekend.
In de Olympische Zomerspelen 1912 gebruikt de witte vlag met het koninklijke wapen van Bohemen met kroon van Sint-Wenceslas in het midden om Bohemen te vertegenwoordigen.
|  |  |